# Супрематизм (з вісьмома прямокутниками)
«Супрематичний живопис. Вісім червоних прямокутників» — картина українського художника-авангардиста Казимира Малевича, написана у 1915 році. Картина є гарним прикладом стилю супрематизму, авангардної художньої течії, створеної Малевичем близько 1913 року.

## Аналіз
Малевич описав три рівні супрематизму чорний, кольоровий та білий. Вісім червоних прямокутників є прикладом другої, більш динамічної фази, в якій використовувались основні кольори. Композиція дещо неоднозначна, оскільки, з одного боку, прямокутники можна інтерпретувати як предмети, що плавають у просторі, ніби вони підвішені на стіні, їх також можна читати так, як дивитися згори. Малевич, здається, прочитав його по-іншому, оскільки колись його захопила аерофотозйомка. Однак пізніше він розкритикував би цю більш динамічну фазу свого супрематизму як «повітряний супрематизм», оскільки його композиції, як правило, запам'ятовували земні зображення, зняті з неба, і в цьому сенсі вони втекли б від їхньої претензії на мистецтво абсолютно абстрактно і не об'єктивно. Нерівномірний розподіл і незначний нахил форм, розміщений у восьми червоних прямокутниках, а також тонкі різні відтінки червоного, показують енергію композиції, дозволяючи Малевичу експериментувати з концепцією «нескінченного» простору.

## Рух
Ця робота має супрематичний стиль, рух, створений у 1913 році Малевичем. У попередні роки художник працював з кубі-футуризмом, стилем, який поєднував італійський футуризм з кубізмом. З 1913 року Малевич починає експериментувати з супрематизмом, за допомогою якого він прагне досягти чистої абстракції, використовуючи фундаментальні геометричні фігури, такі як квадрат, коло або прямокутник. Словами Малевича:
У 1913 році, в моїй відчайдушній спробі звільнити мистецтво завантаженням предметами, я знайшов притулок на площі та виставив картину, що складається лише з чорного квадрата на білому тлі. Малевич назвав цю картину супрематиським живописом, щоб пояснити перевагу чистих почуттів, коли справа стосується створення мистецтва . Виключаючи уявлення про предмети мистецтва та працюючи лише з формальними характеристиками, Малевич намагався звільнити красу, властиву мистецтву, і дозволити глядачам вільну інтерпретацію, щоб створити власний сенс.